# Wody infiltracyjne
Wody infiltracyjne, wody meteoryczne – wody podziemne, powstające w wyniku infiltracji (przesiąkania) wód opadowych lub powierzchniowych (cieki, jeziora, bagna).
Intensywność infiltracji zależy od wielu czynników, takich jak zdolność skał do przewodzenia (im większa porowatość tym bardziej przepuszczalna skała), natężenie opadów atmosferycznych, temperatura (przy wysokiej temperaturze, więcej wody odparuje z powierzchni Ziemi), rzeźba terenu.
Wody infiltracyjne są najważniejszym typem wód podziemnych w powierzchniowej warstwie skorupy ziemskiej. Aktywnie uczestniczą w cyklu hydrologicznym, stąd ich zasoby są odnawialne. 
Wodami o genezie meteorycznej są w zdecydowanej większości są wody przypowierzchniowe, gruntowe i wgłębne.
Prekursorem teorii o infiltracyjnym pochodzeniu wód podziemnych był Witruwiusz. Do teorii tej powrócił dopiero w XV wieku Leonardo da Vinci, a szczegółowo uzasadnił ją w XVI wieku francuski chemik Bernard Palissy. Teoria Palissy'ego była przez około 250 lat odrzucana oraz wyśmiewana i dopiero w XIX wieku powszechnie ją przyjęto.